# Orel Mangala
Orel Mangala (Bruxelles, 18 marzo 1998) è un calciatore belga, centrocampista dell'Olympique Lione e della nazionale belga.

## Biografia
È di origini congolesi

## Carriera

### Club

#### Le giovanili all'Anderlecht e al Borussia Dortmund
Dopo gli inizi calcistici in patria, all'Anderlecht, nel 2016 viene acquistato a titolo temporaneo dalla compagine under-19 del Borussia Dortmund con cui vince l'A Juniors Bundesliga, il massimo campionato tedesco giovanile.

#### Stoccarda e Amburgo
Per la stagione 2017-2018 si accorda fino al 2021 con lo Stoccarda. Il 19 agosto 2017, alla prima giornata di campionato, debutta nel mondo professionistico contro l'Hertha Berlino. A fine anno Mangala può contare 20 presenze in massima serie e lo Stoccarda conclude al settimo posto.
L'8 agosto 2018 si trasferisce in prestito secco all'Amburgo, club che per la prima volta disputa il campionato cadetto di 2. Bundesliga. Durante la stagione riesce a farsi spazio tra i titolari, partendo in una posizione più difensiva con gli allenatori Christian Titz e Hannes Wolf. Con 29 presenze complessive, Mangala lascia l'Amburgo dopo un quarto posto e una prestigiosa semifinale di Coppa di Germania 2018-19.
Per la stagione 2019-20 torna allo Stoccarda appena retrocesso in seconda divisione.

#### Nottingham Forest
Il 31 luglio 2022 viene acquistato dal Nottingham Forest.

#### Olympique Lione
Il 1º febbraio 2024 viene ceduto in prestito all'Olympique Lione.
Il 2 luglio 2024 viene riscattato dal club francese.

### Nazionale
Con la nazionale under-17 del Belgio arriva alle semifinali dell'Europeo di categoria 2015 e conquista il terzo posto ai Mondiali under-17 dello stesso anno. Esordisce con il Belgio Under-21 il 5 settembre 2017 nella gara di qualificazione agli Europei di categoria del 2019, pareggiata 0-0 a Lovanio contro i pari età della Turchia.
Il 19 marzo 2021 riceve la sua prima convocazione in nazionale maggiore. Fa il suo esordio il 26 marzo 2022 in amichevole contro l'Irlanda (2-2).

## Statistiche

### Presenze e reti nei club
Statistiche aggiornate al 18 agosto 2024.
| Stagione                 | Squadra                  | Campionato               | Campionato | Campionato | Coppe nazionali | Coppe nazionali | Coppe nazionali | Coppe continentali | Coppe continentali | Coppe continentali | Altre coppe | Altre coppe | Altre coppe | Totale | Totale | Totale |
| Stagione                 | Squadra                  | Comp                     | Pres       | Reti       | Comp            | Pres            | Reti            | Comp               | Pres               | Reti               | Comp        | Pres        | Reti        | Pres   | Reti   |        |
| ------------------------ | ------------------------ | ------------------------ | ---------- | ---------- | --------------- | --------------- | --------------- | ------------------ | ------------------ | ------------------ | ----------- | ----------- | ----------- | ------ | ------ | ------ |
| 2017-2018                | Stoccarda II             | R                        | 1          | 0          |                 | -               | -               |                    | -                  | -                  |             | -           | -           | 1      | 0      |        |
| 2017-2018                | Stoccarda                | BL                       | 20         | 0          | CG              | 1               | 0               |                    | -                  | -                  |             | -           | -           | 21     | 0      |        |
| 2018-2019                | Amburgo                  | 2.B                      | 29         | 0          | CG              | 5               | 1               |                    | -                  | -                  |             | -           | -           | 34     | 1      |        |
| 2019-2020                | Stoccarda                | 2.B                      | 29         | 1          | CG              | 3               | 0               |                    | -                  | -                  |             | -           | -           | 32     | 1      |        |
| 2020-2021                | Stoccarda                | BL                       | 24         | 1          | CG              | 3               | 0               |                    | -                  | -                  |             | -           | -           | 27     | 1      |        |
| 2021-2022                | Stoccarda                | BL                       | 28         | 1          | CG              | 1               | 0               |                    | -                  | -                  |             | -           | -           | 29     | 1      |        |
| Totale Stoccarda         | Totale Stoccarda         | Totale Stoccarda         | 101        | 3          |                 | 8               | 0               |                    | -                  | -                  |             | -           | -           | 109    | 3      |        |
| 2022-2023                | Nottingham Forest        | PL                       | 27         | 1          | FACup+CdL       | 0+4             | 0               |                    | -                  | -                  |             | -           | -           | 31     | 1      |        |
| 2023-feb. 2024           | Nottingham Forest        | PL                       | 20         | 1          | FACup+CdL       | 2+0             | 0               |                    | -                  | -                  |             | -           | -           | 22     | 1      |        |
| Totale Nottingham Forest | Totale Nottingham Forest | Totale Nottingham Forest | 47         | 2          |                 | 6               | 0               |                    | -                  | -                  |             | -           | -           | 53     | 2      |        |
| feb.-giu. 2024           | Olympique Lione          | L1                       | 8          | 2          | CF              | 4               | 0               |                    | -                  | -                  |             | -           | -           | 12     | 2      |        |
| ago. 2024                | Olympique Lione          | L1                       | 1          | 0          | CF              | 0               | 0               |                    | -                  | -                  |             | -           | -           | 1      | 0      |        |
| Totale Olympique Lione   | Totale Olympique Lione   | Totale Olympique Lione   | 9          | 2          |                 | 4               | 0               |                    | -                  | -                  |             | -           | -           | 13     | 2      |        |
| Totale carriera          | Totale carriera          | Totale carriera          | 187        | 7          |                 | 23              | 1               |                    | -                  | -                  |             | -           | -           | 210    | 8      |        |

### Cronologia presenze e reti in nazionale
| Cronologia completa delle presenze e delle reti in nazionale ― Belgio | Cronologia completa delle presenze e delle reti in nazionale ― Belgio | Cronologia completa delle presenze e delle reti in nazionale ― Belgio | Cronologia completa delle presenze e delle reti in nazionale ― Belgio | Cronologia completa delle presenze e delle reti in nazionale ― Belgio | Cronologia completa delle presenze e delle reti in nazionale ― Belgio | Cronologia completa delle presenze e delle reti in nazionale ― Belgio | Cronologia completa delle presenze e delle reti in nazionale ― Belgio |
| Data                                                                  | Città                                                                 | In casa                                                               | Risultato                                                             | Ospiti                                                                | Competizione                                                          | Reti                                                                  | Note                                                                  |
| --------------------------------------------------------------------- | --------------------------------------------------------------------- | --------------------------------------------------------------------- | --------------------------------------------------------------------- | --------------------------------------------------------------------- | --------------------------------------------------------------------- | --------------------------------------------------------------------- | --------------------------------------------------------------------- |
| 26-3-2022                                                             | Dublino                                                               | Irlanda                                                               | 2 – 2                                                                 | Belgio                                                                | Amichevole                                                            | -                                                                     | 75’                                                                   |
| 29-3-2022                                                             | Anderlecht                                                            | Belgio                                                                | 3 – 0                                                                 | Burkina Faso                                                          | Amichevole                                                            | -                                                                     | 78’                                                                   |
| 24-3-2023                                                             | Göteborg                                                              | Svezia                                                                | 0 – 3                                                                 | Belgio                                                                | Qual. Euro 2024                                                       | -                                                                     | 61’                                                                   |
| 28-3-2023                                                             | Dublino                                                               | Germania                                                              | 2 – 3                                                                 | Belgio                                                                | Amichevole                                                            | -                                                                     | 80’                                                                   |
| 17-6-2023                                                             | Bruxelles                                                             | Belgio                                                                | 1 – 1                                                                 | Austria                                                               | Qual. Euro 2024                                                       | -                                                                     | 76’                                                                   |
| 20-6-2023                                                             | Tallinn                                                               | Estonia                                                               | 0 – 3                                                                 | Belgio                                                                | Qual. Euro 2024                                                       | -                                                                     | 57’                                                                   |
| 9-9-2023                                                              | Mərdəkan                                                              | Azerbaigian                                                           | 0 – 1                                                                 | Belgio                                                                | Qual. Euro 2024                                                       | -                                                                     | 66’                                                                   |
| 12-9-2023                                                             | Bruxelles                                                             | Belgio                                                                | 5 – 0                                                                 | Estonia                                                               | Qual. Euro 2024                                                       | -                                                                     |                                                                       |
| 13-10-2023                                                            | Vienna                                                                | Austria                                                               | 2 – 3                                                                 | Belgio                                                                | Qual. Euro 2024                                                       | -                                                                     | 24’ 64’                                                               |
| 16-10-2023                                                            | Bruxelles                                                             | Belgio                                                                | 1 – 1                                                                 | Svezia                                                                | Qual. Euro 2024                                                       | -                                                                     |                                                                       |
| 15-11-2023                                                            | Lovanio                                                               | Belgio                                                                | 1 – 0                                                                 | Serbia                                                                | Amichevole                                                            | -                                                                     | 46’                                                                   |
| 19-11-2023                                                            | Bruxelles                                                             | Belgio                                                                | 5 – 0                                                                 | Azerbaigian                                                           | Qual. Euro 2024                                                       | -                                                                     |                                                                       |
| 26-3-2024                                                             | Londra                                                                | Inghilterra                                                           | 2 – 2                                                                 | Belgio                                                                | Amichevole                                                            | -                                                                     | 82’                                                                   |
| 5-6-2024                                                              | Bruxelles                                                             | Belgio                                                                | 2 – 0                                                                 | Montenegro                                                            | Amichevole                                                            | -                                                                     | 46’                                                                   |
| 8-6-2024                                                              | Bruxelles                                                             | Belgio                                                                | 3 – 0                                                                 | Lussemburgo                                                           | Amichevole                                                            | -                                                                     |                                                                       |
| 17-6-2024                                                             | Francoforte sul Meno                                                  | Belgio                                                                | 0 – 1                                                                 | Slovacchia                                                            | Euro 2024 - 1º turno                                                  | -                                                                     | 30’ 58’                                                               |
| 22-6-2024                                                             | Colonia                                                               | Belgio                                                                | 2 – 0                                                                 | Romania                                                               | Euro 2024 - 1º turno                                                  | -                                                                     | 72’                                                                   |
| 26-6-2024                                                             | Stoccarda                                                             | Ucraina                                                               | 0 – 0                                                                 | Belgio                                                                | Euro 2024 - 1º turno                                                  | -                                                                     | 62’                                                                   |
| 1-7-2024                                                              | Düsseldorf                                                            | Francia                                                               | 1 – 0                                                                 | Belgio                                                                | Euro 2024 - Ottavi di finale                                          | -                                                                     | 63’ 90+3’                                                             |
| 9-9-2024                                                              | Lione                                                                 | Francia                                                               | 2 – 0                                                                 | Belgio                                                                | UEFA Nations League 2024-2025 - 1º turno                              | -                                                                     | 60’                                                                   |
| 10-10-2024                                                            | Roma                                                                  | Italia                                                                | 2 – 2                                                                 | Belgio                                                                | UEFA Nations League 2024-2025 - 1º turno                              | -                                                                     | 68’                                                                   |
| 14-10-2024                                                            | Bruxelles                                                             | Belgio                                                                | 1 – 2                                                                 | Francia                                                               | UEFA Nations League 2024-2025 - 1º turno                              | -                                                                     | 29’ 67’                                                               |
| 17-11-2024                                                            | Budapest                                                              | Israele                                                               | 1 – 0                                                                 | Belgio                                                                | UEFA Nations League 2024-2025 - 1º turno                              | -                                                                     |                                                                       |
| Totale                                                                |                                                                       | Presenze                                                              | 23                                                                    |                                                                       | Reti                                                                  | 0                                                                     |                                                                       |